# Địa Lý (châu)
Địa Lý (tiếng Chăm: Delhi) là tên một vùng lãnh thổ lịch sử của Việt Nam, gồm các huyện Quảng Ninh, Lệ Thủy, thành phố Đồng Hới thuộc tỉnh Quảng Bình ngày nay.

## Lịch sử
Địa Lý trước là một châu của Chiêm Thành. Năm 1069, sau trận chiến với Đại Việt, vua Chiêm là Chế Củ bị bắt đem về Thăng Long. Để được tha về nước, Chế Củ đã dâng 3 châu phía bắc Chăm Pa cho Đại Việt mà Địa Lý là một trong ba châu đó. Sau khi sáp nhập châu Địa Lý vào lãnh thổ Đại Việt, đến năm 1074 nhà Lý đã đổi tên Địa Lý thành châu Lâm Bình.